# Illja Blyznjuk
Illja Vladyslavovyč Blyznjuk (in ucraino Ілля Владиславович Близнюк?; Zaporižžja, 28 luglio 1973) è un allenatore di calcio ed ex calciatore ucraino, di ruolo portiere, tecnico del Mykolaïv.

## Biografia
È il padre dell'atleta Anastasija Bliznjuk, due volte campionessa olimpica nella ginnastica ritmica.

## Palmarès

### Giocatore

#### Competizioni nazionali
- Campionato ucraino: 1

Dinamo Kiev: 2000-2001